# Dariusz Kozłowski
Dariusz Jerzy Kozłowski (ur. 9 grudnia 1942 w Radomiu) – polski architekt, rysownik, malarz i pracownik naukowy.

## Życiorys
Studiował na Wydziale Architektury Politechniki Krakowskiej. Twórca obiektów sakralnych, budynków mieszkaniowych, przemysłowych – m.in. Domu Alchemików i prywatnych domów. Profesor Politechniki Krakowskiej (1997), profesor zwyczajny (2001), kierownik katedry Projektowania Architektonicznego. W latach 2005– 2012 dziekan Wydziału Architektury. Laureat Honorowej Nagrody SARP w 2011 roku. W 1960 ukończył VI Liceum Ogólnokształcące im. Jana Kochanowskiego w Radomiu, a w 1966 studia na Wydziale Architektury Politechniki Krakowskiej.

## Realizacje
- Dom Alchemika (1990–1992)[4],
- Wyższe Seminarium Duchowne Zgromadzenia Księży Zmartwychwstańców (1985–1996)[5], (z Marią Misiągiewicz i Wacławem Stefańskim)[2]
- Willa Bâteau-Bâteau (1992–1996)[6], (z Marią Misiągiewicz)[2]

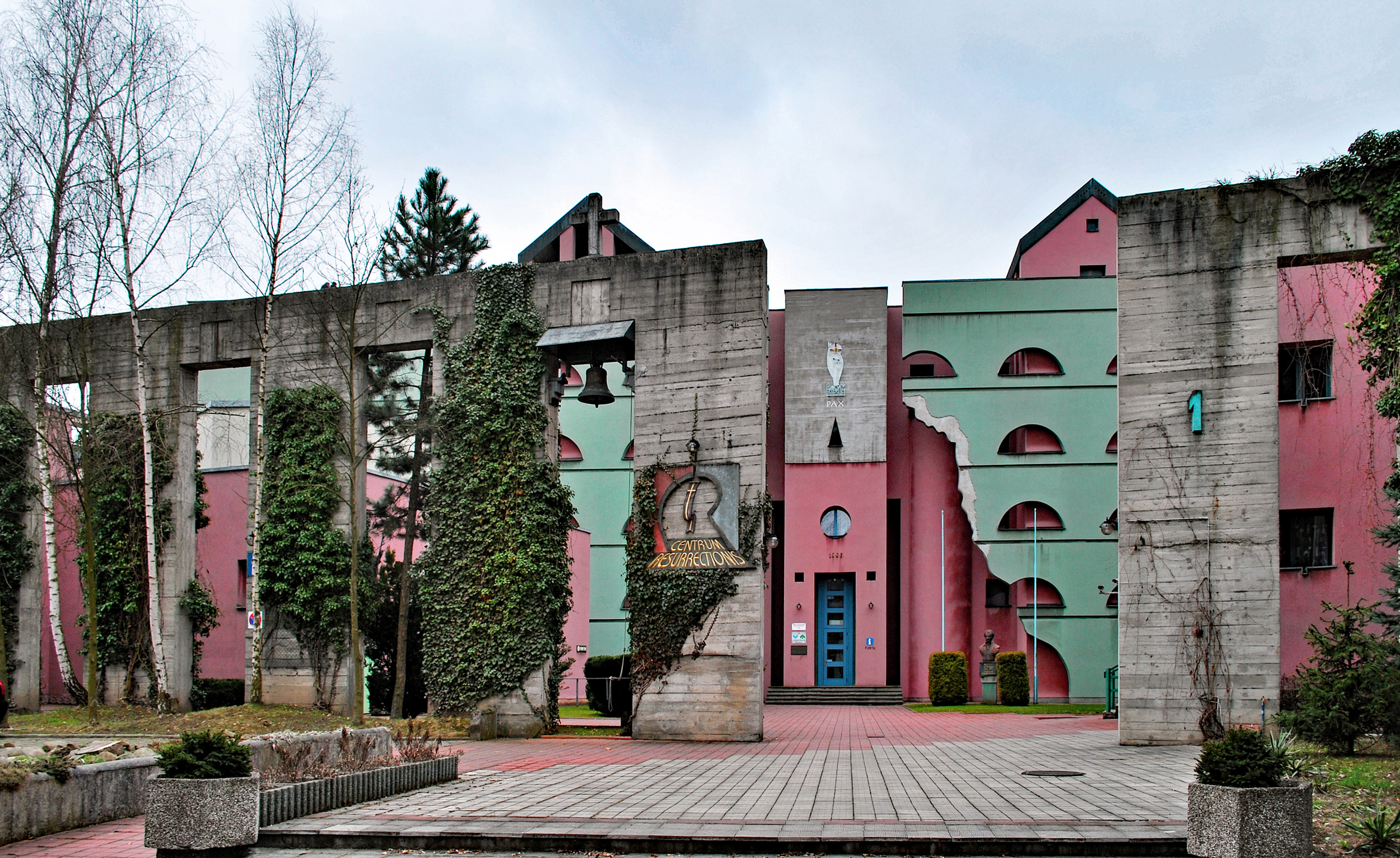
Klasztor zmartwychwstańców Kraków ul. Pawlickiego 1, 1984
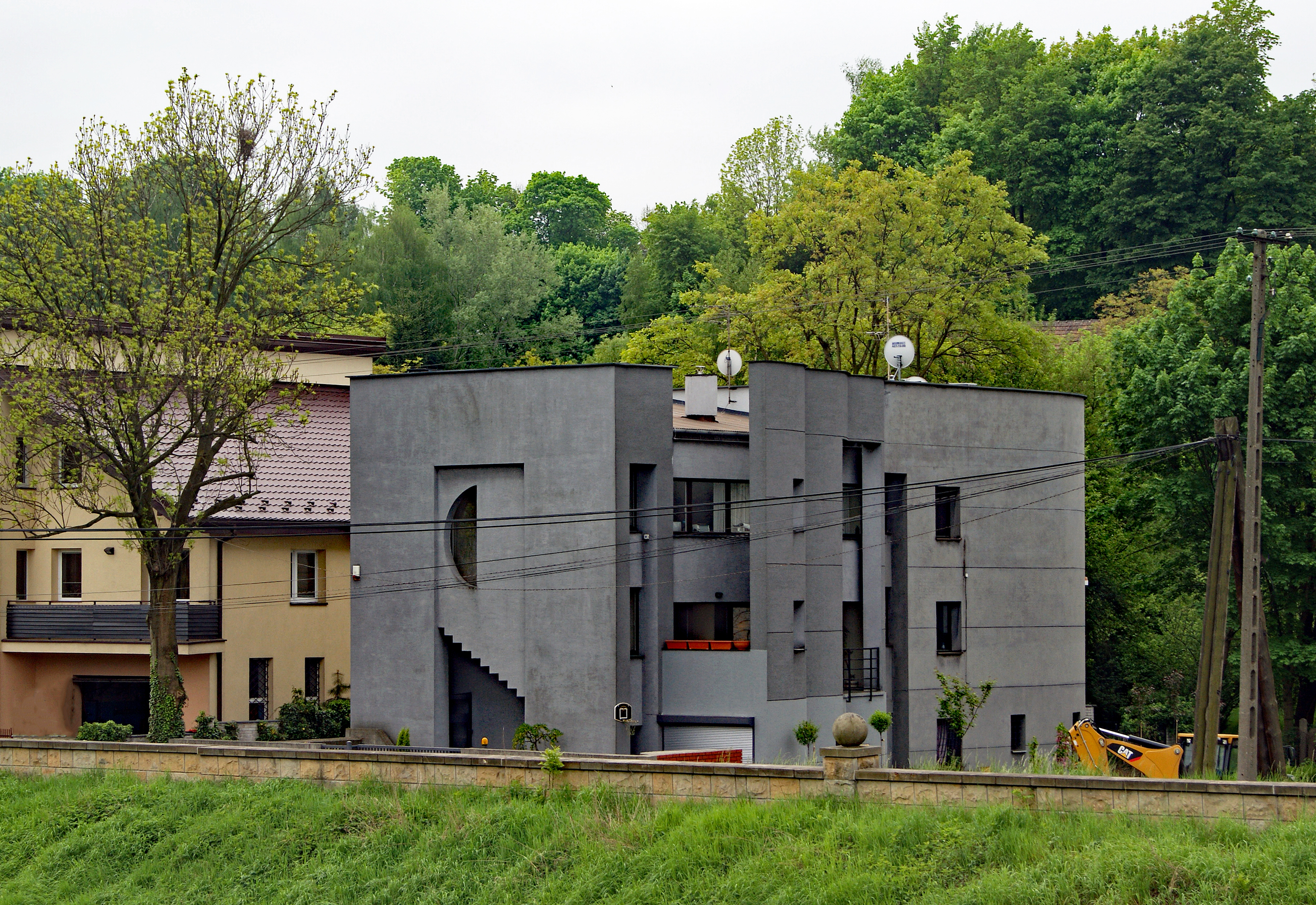
Willa Bâteau-Bâteau Kraków ul. Emaus 27a-27b, 1991

## Nagrody i wyróżnienia
- 1997: Polski Cement w Architekturze, Nagroda Główna za Wyższe Seminarium Duchowne Zgromadzenia Księży Zmartwychwstańców[7]
- 2006: Polska. Ikony architektury za Wyższe Seminarium Duchowne Zgromadzenia Księży Zmartwychwstańców[8]
- 2011: Honorowa Nagroda SARP[9]
- 2017: Polski Cement w Architekturze, Nagroda za całokształt działalności twórczej z użyciem technologii żelbetowej[10]
- 2023: Odznaka „Honoris Gratia” Miasta Krakowa[11]

## Źródła
- Dariusz Kozłowski architektem roku. rp.pl. [dostęp 2012-07-16]. (pol.).
- Tomasz Trawiński Postmodernizm w polskiej architekturze sakralnej-między kiczem a transcendencją, Uniwersytet Artystyczny w Poznaniu Wydział Edukacji Artystycznej, Poznań 2015, ISBN 978-83-63533-1